# Аблевенет
Аблевенет (фр. Ableuvenettes) насеље је и општина у североисточној Француској у региону Лорена, у департману Вогези која припада префектури Епинал.
По подацима из 2011. године у општини је живело 71 становника, а густина насељености је износила 15,81 становника/km². Општина се простире на површини од 4,49 km². Налази се на средњој надморској висини од 318 метара (максималној 387 m, а минималној 293 m).

## Демографија
| 1962. | 1968. | 1975. | 1982. | 1990. | 1999. | 2011. |
| ----- | ----- | ----- | ----- | ----- | ----- | ----- |
| 71    | 92    | 82    | 85    | 70    | 69    | 71    |

График промене броја становника у току последњих година